# Flatey (Breiðafjörður)
Flatey (IJslands voor 'Plat eiland') is het grootste eiland in de fjord Breiðafjörður in IJsland, en omvat in feite 40 kleine andere eilandjes en rotsen in zee. Zoals de naam al suggereert is Flatey een vlak en laag eiland. De Lundaberg aan de noordoostzijde is het hoogste punt. Daarnaast is Flatey ongeveer 2 kilometer lang en 500 meter breed. Het eiland is een halteplaats voor de veerboot die dagelijks tussen Stykkishólmur aan de zuidzijde van de fjord en het tegenovergelegen Brjánslækur heen en weer vaart. Flatey is het enige eiland in de Breiðafjörður dat het gehele jaar (ten dele) bewoond is.
Op Flatey bevindt zich de oudste bibliotheek van IJsland. Daarnaast heeft de laatste katholieke bisschop van IJsland Jón Arason van Hólar een boekdrukpers naar Flatey laten komen die daar vele jaren heeft gefunctioneerd.

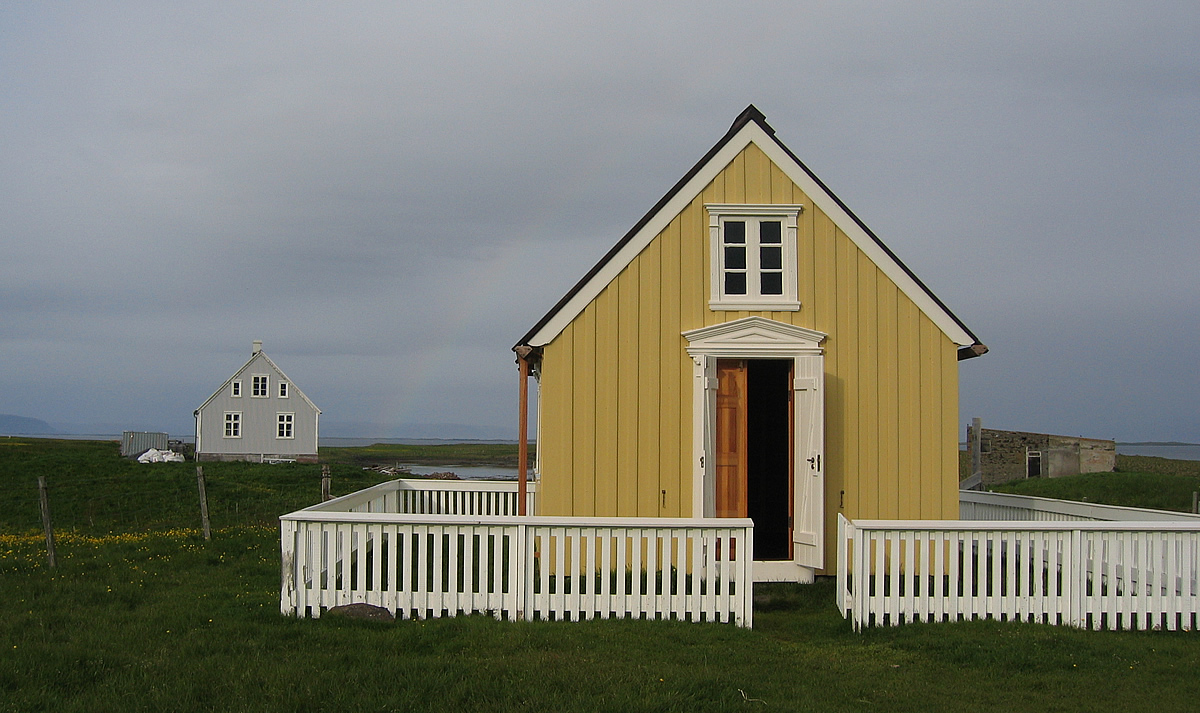
Bibliotheek van Flatey

## Trivia
- Naast Flatey in Breiðafjörður bestaat er een ander eiland Flatey, dat in de Skjálfandi baai in het noorden van IJsland ligt.
- Flatey is de locatie waar zich de handelingen van de roman "Het raadsel van Flatey" door de IJslandse auteur Viktor Arnar Ingólfsson zich afspelen. De originele titel van het boek luidt "Flateyjargáta". Het verhaal speelt zich in 1960 af en draait geheel om het 14e-eeuwse Flateyjarbók (Boek van Flatey).